# ریوتا نوگوچی
ریوتا نوگوچی (انگلیسی: Ryota Noguchi؛ زادهٔ ۲۴ ژوئن ۱۹۸۶) بازیکن فوتبال اهل ژاپن است.